# Гейган (Джорджія)
Гейган (англ. Hagan) — місто (англ. city) в США, в окрузі Еванс штату Джорджія. Населення — 959 осіб (2020).

## Географія
Гейган розташований за координатами 32°9′11″ пн. ш. 81°55′48″ зх. д. / 32.15306° пн. ш. 81.93000° зх. д. (32.153028, -81.930025).  За даними Бюро перепису населення США в 2010 році місто мало площу 5,58 км², з яких 5,28 км² — суходіл та 0,30 км² — водойми.

### Клімат
| Клімат : Гейган              | Клімат : Гейган | Клімат : Гейган | Клімат : Гейган | Клімат : Гейган | Клімат : Гейган | Клімат : Гейган | Клімат : Гейган | Клімат : Гейган | Клімат : Гейган | Клімат : Гейган | Клімат : Гейган | Клімат : Гейган | Клімат : Гейган |
| Показник                     | Січ.            | Лют.            | Бер.            | Квіт.           | Трав.           | Черв.           | Лип.            | Серп.           | Вер.            | Жовт.           | Лист.           | Груд.           | Рік             |
| Абсолютний максимум, °C      | 27,2            | 30,0            | 31,7            | 35,6            | 36,7            | 41,1            | 41,7            | 40,6            | 40,0            | 35,6            | 30,6            | 28,9            | 41,7            |
| Середній максимум, °C        | 16,1            | 18,9            | 22,8            | 25,6            | 30,0            | 32,8            | 34,4            | 33,3            | 30,6            | 26,7            | 21,7            | 17,2            | 25,9            |
| Середній мінімум, °C         | 2,2             | 3,9             | 6,7             | 10,0            | 15,0            | 19,4            | 21,7            | 21,1            | 18,3            | 12,2            | 7,2             | 3,3             | 11,8            |
| Абсолютний мінімум, °C       | −18,9           | −10,6           | −8,9            | −2,2            | 5,0             | 8,9             | 14,4            | 13,3            | 7,2             | −1,1            | −5,6            | −10,6           | −18,9           |
| Норма опадів, мм             | 111             | 91              | 83              | 75              | 82              | 130             | 119             | 137             | 95              | 98              | 63              | 81              | 1165            |
| ---------------------------- | --------------- | --------------- | --------------- | --------------- | --------------- | --------------- | --------------- | --------------- | --------------- | --------------- | --------------- | --------------- | --------------- |
| Джерело: The Weather Channel |                 |                 |                 |                 |                 |                 |                 |                 |                 |                 |                 |                 |                 |

## Демографія
Згідно з переписом 2010 року, у місті мешкало 996 осіб у 380 домогосподарствах у складі 256 родин. Густота населення становила 179 осіб/км².  Було 428 помешкань (77/км²).
Расовий склад населення:
| - 61,5 % — білих - 25,9 % — чорних або афроамериканців - 1,7 % — азіатів - 8,8 % — осіб інших рас |

До двох чи більше рас належало 2,0 %. Частка іспаномовних становила 12,7 % від усіх жителів.
За віковим діапазоном населення розподілялося таким чином: 27,7 % — особи молодші 18 років, 58,8 % — особи у віці 18—64 років, 13,5 % — особи у віці 65 років та старші. Медіана віку мешканця становила 35,3 року. На 100 осіб жіночої статі у місті припадало 94,2 чоловіків;  на 100 жінок у віці від 18 років та старших — 94,6 чоловіків також старших 18 років.
Середній дохід на одне домашнє господарство  становив 54 270 доларів США (медіана — 40 714), а середній дохід на одну сім'ю — 64 812 долари (медіана — 42 969). За межею бідності перебувало 28,1 % осіб, у тому числі 38,0 % дітей у віці до 18 років та 17,9 % осіб у віці 65 років та старших.
Цивільне працевлаштоване населення становило 396 осіб. Основні галузі зайнятості: освіта, охорона здоров'я та соціальна допомога — 25,8 %, будівництво — 14,1 %, виробництво — 10,9 %, мистецтво, розваги та відпочинок — 8,6 %.